# 水原三星藍翼足球俱樂部
水原三星藍翼足球俱樂部（：／）創立於1995年大韓民國京畿道的首府水原市。經過多年奮鬥，一度成為亞洲一流的足球俱樂部，他們贏得過許多國內外聯賽的最高榮譽。水原三星曾經是K聯賽1最受歡迎的球隊，它們擁有最多的球迷和最多的觀眾進場人數；於2023/2024年賽季因在K聯賽1獲得第12名包尾而在2024/2025年賽季起降級至K聯賽2。

## 历史

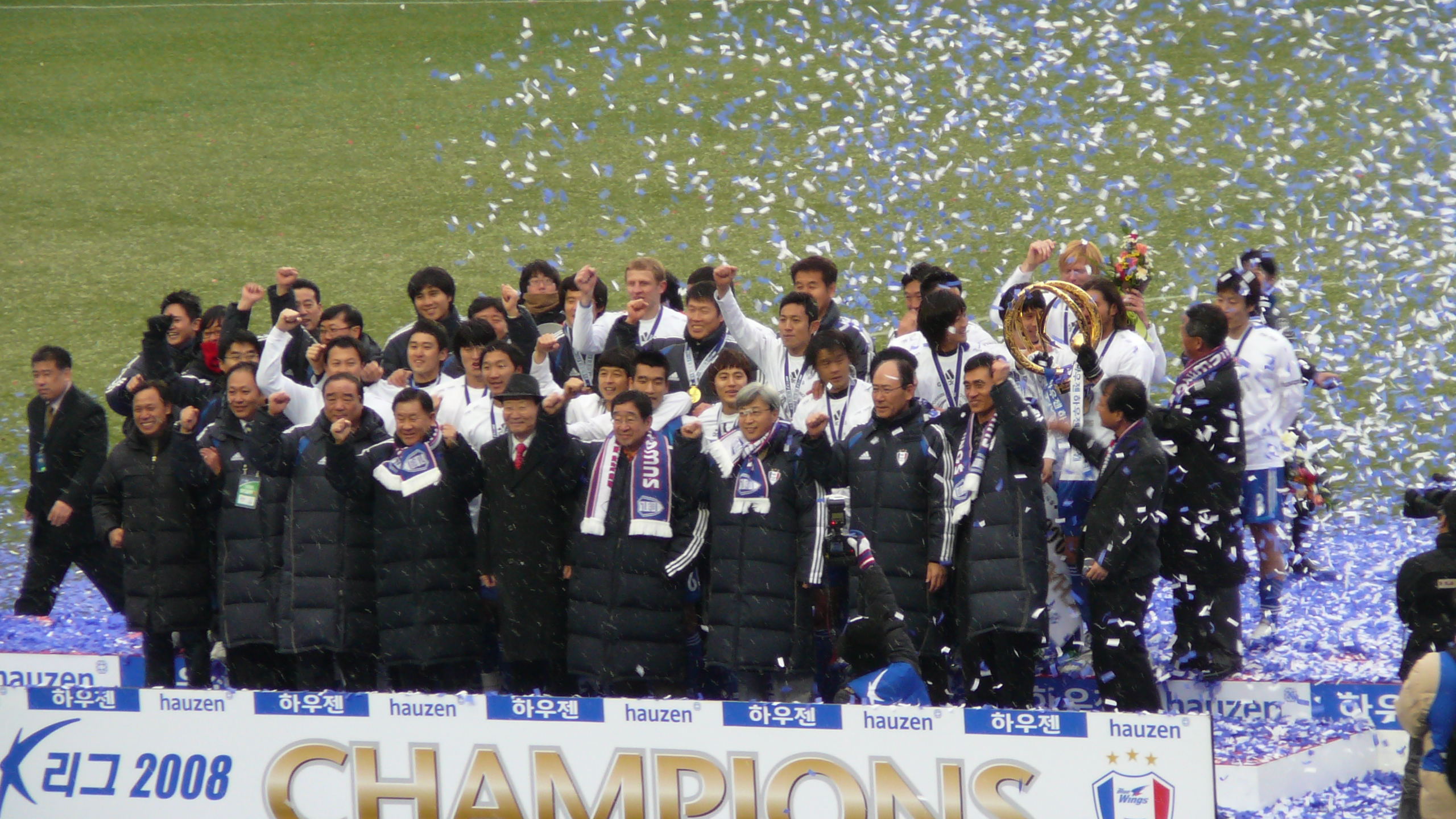
水原三星夺得2008赛季K联赛冠军

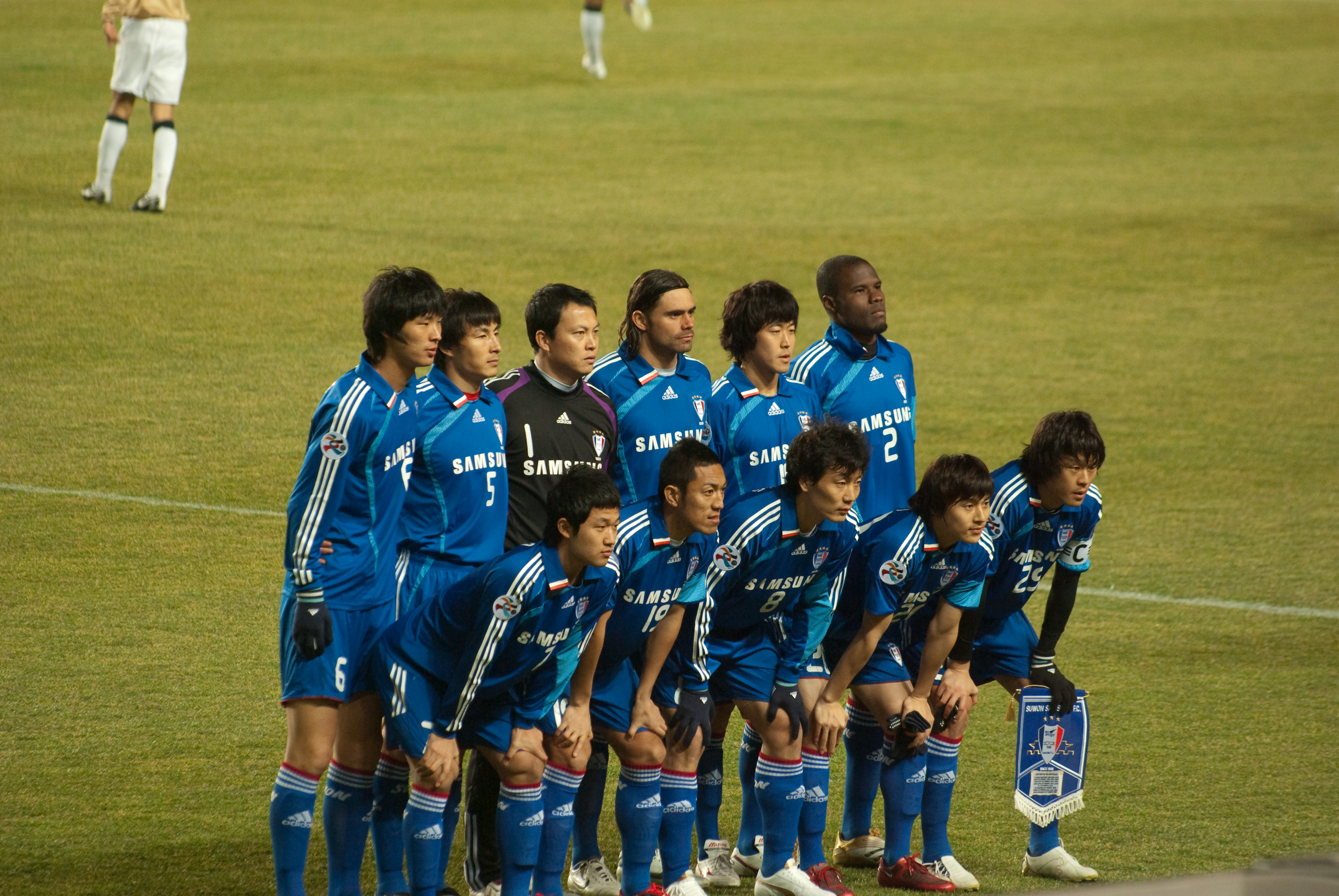
2009年亚足联冠军联赛，水原三星对阵鹿島鹿角赛前合影

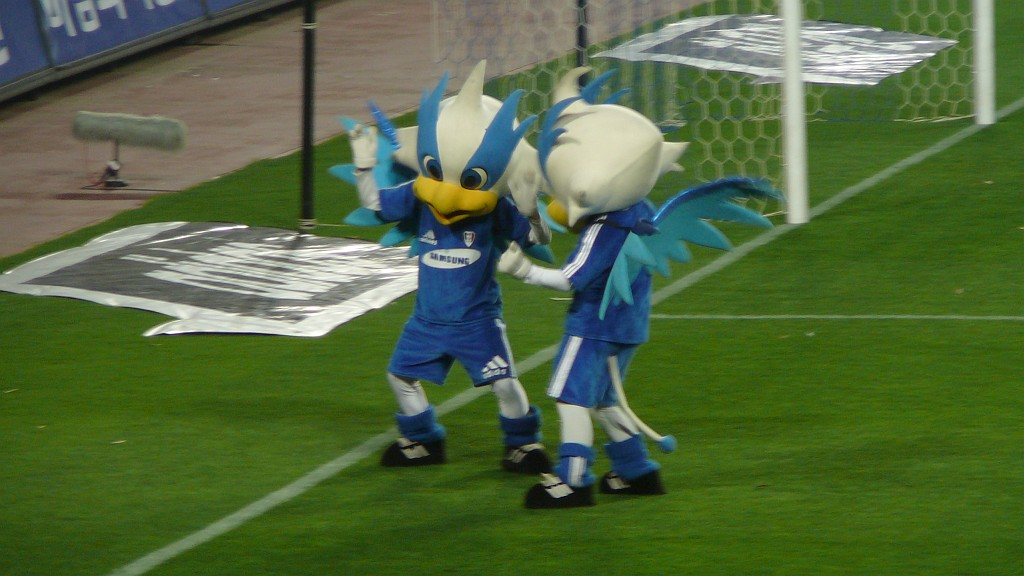
水原三星隊的吉祥物Aguileon

前韓國國家足球隊教練金皓是原三星的第一個K聯賽賽季的教練。它們在參賽第一年就於季後賽獲得了聯賽亞軍。水原隊第一個聯賽冠軍是在1998年得到的，隔年衛冕成功，自那時開始；水原隊確立其在韓國足壇的地位。
水原三星在2001年及2002年兩度成為亞洲冠軍盃冠軍，水原三星在成立短短五年，就登上亞洲足壇的頂點。而水原隊在這兩年的亚洲超级杯也都得到冠軍，如此證明，水原隊在這兩年度完全稱霸亞洲足壇。
水原三星隊上曾有許多韓國國家足球隊陣中的明星球員，如李雲在、金南一、宋鐘國。其他K聯賽著名外援也都效力過水原三星，如丹尼斯·拉克季奥诺夫、萨沙·德拉库利奇、佐兰·乌鲁莫夫以及加布里埃尔·波佩斯库。 
金和於2003年離開水原隊，取代他的是大韓民國足球傳奇車範根。球隊的管理階級都相信在他的帶領之下，水原隊可以再創佳績，成為亞洲一流球隊。
車範根上任隔年就帶領球隊贏得2004年K聯賽下半季的冠軍。同時也確保球隊在季後賽的席位，最後水原三星在季後賽決賽中遇上浦項制鐵；水原隊在點球大戰中，以4-3擊敗對手，贏得2004年賽季的總冠軍。
2008年，水原三星在車範根的帶領下，再一次奪得常規賽的冠軍，最後在總決賽中客場1:1主場2:1擊敗首爾FC奪得總決賽冠軍，並奪得當年的韓國聯賽杯冠軍隨後有勇奪了泛太杯的冠軍，成為三冠王。
2019年，水原三星於決賽以两回合总比分4-0击败韩国第三级别球队大田國铁捧杯。水原三星前后5次捧得南韓足總盃，也成为南韓足總盃夺冠次数最多的球队。
2023年，K联赛收官战，水原三星0-0战平江原FC，因进球数劣势排名垫底，历史首次降入K2联赛。

## 榮譽

### 国内

#### 联赛
- 經典K聯賽

冠军（4）：1998，1999，2004，2008
亚军（4）：1996，2006，2014，2015

#### 杯赛
- 韩国足协杯

冠军（5）：2002，2009，2010，2016，2019
亚军（3）：1996，2006，2011
- 韩国联赛杯

冠军（6）：19991，19993，20001，20011，20052，20082
- 韩国超级杯

冠军（3）：1999，2000，2005

### 国际
- 亚足联冠军联赛

冠军（2）：2001，2002
- 亞洲盃賽冠軍盃

亚军（1）：1998
- 亚洲超级杯

冠军（2）：2001，2002
- A3冠军杯

冠军（1）：2005
- 泛太平洋锦标赛

冠军（1）：2009
注
1 冠名为阿迪达斯杯。
2 冠名为三星韩泽杯。
3 称为大韩和平杯。

## 俱樂部戰績

### K聯賽戰績
年度
| 年度   | 名次 | 場次 | 勝 | 平 | 負 | 進球 | 失球 |
| ------ | ---- | ---- | -- | -- | -- | ---- | ---- |
| 1996年 | 亞軍 | 40   | 21 | 11 | 8  | 65   | 43   |
| 1997年 | 5    | 36   | 14 | 13 | 9  | 50   | 50   |
| 1998年 | 冠軍 | 37   | 18 | 7  | 12 | 55   | 37   |
| 1999年 | 冠軍 | 43   | 31 | 4  | 8  | 89   | 41   |
| 2000年 | 5    | 38   | 15 | 11 | 12 | 64   | 56   |
| 2001年 | 3    | 38   | 19 | 6  | 13 | 55   | 46   |
| 2002年 | 3    | 36   | 16 | 10 | 10 | 54   | 40   |
| 2003年 | 3    | 44   | 19 | 15 | 10 | 59   | 46   |
| 2004年 | 冠軍 | 39   | 17 | 14 | 8  | 46   | 33   |
| 2005年 | 9    | 36   | 13 | 14 | 9  | 49   | 43   |

### 亞洲盃賽冠軍盃
| 年度   | 名次 |
| ------ | ---- |
| 1997年 | 亞軍 |

### 亞洲冠軍盃/亚足联冠军联赛
| 年度   | 名次   |
| ------ | ------ |
| 2001年 | 冠軍   |
| 2002年 | 冠軍   |
| 2005年 | 第一輪 |
| 2009年 | 十六強 |
| 2010年 | 八強   |
| 2011年 | 四強   |
| 2013年 | 第一輪 |
| 2015年 | 十六強 |
| 2016年 | 第一輪 |
| 2017年 | 第一輪 |
| 2018年 | 四強   |

### 亞洲超級盃
| 年度   | 名次 |
| ------ | ---- |
| 2001年 | 冠軍 |
| 2002年 | 冠軍 |

## 贊助商

### 俱樂部贊助商
- 1996年-現在：大韓民國三星電子

### 體育用品贊助商
- 1996年-2001年：Rapido
- 2002年-2017年：愛迪達
- 2008-現在：Zaicro

### 球衣歷史
| \| 2002–04 主場 \| 2002–04 客場 \| | 2005–06 主場 | 2005–06 客場 | 2007–08 主場 | 2007–08 客場 | 2009 主場 | 2009 客場 |
| 2002–04 主場                       | 2002–04 客場 |              |              |              |           |           |

| 2002–04 主場 | 2002–04 客場 |

| 2010–11 主場 | 2010–11 客場 | 2012 主場 | 2012–13 客場 | 2013–14 主場 | 2014–15 客場 |

## 外部連結
- 水原三星官網 （韓文） （页面存档备份，存于）
- K聯賽官網 （韓文）

| 成就          | 成就                           | 成就        |
| ------------- | ------------------------------ | ----------- |
| 前任： 希拉爾 | 亞洲球會錦標賽 2000-01 2001-02 | 繼任： 艾恩 |